# آرتور ویلیس
آرتور ویلیس (به انگلیسی: Arthur Willis) بازیکن فوتبال زادهٔ ۲ فوریه ۱۹۲۰ اهل انگلستان بود که سابقهٔ بازی در تیم ملی فوتبال انگلستان را در کارنامهٔ خود دارد. وی در تاریخ ۳ اکتبر ۱۹۵۱ تنها بازی ملی خود را در مقابل تیم ملی فوتبال فرانسه انجام داد.